# Jazztelen
A Jazztelen egy magyar power blues-rock zenekar. A zenekar diszkográfiája 3 stúdióalbumból és számos videóklipből áll. A zenekar legutóbbi nagylemeze az Itthon Otthon, mely 2023-ban jelent meg.

## Története
A Jazztelen 2013-ban alakult Bűdi Szilárd (ének, szájharmónika, basszusgitár), Géczy Viktor (gitár) és Kottler Ákos (dob) alapításában. Géczy Viktor a Rockbook.hu-nak 2015 környékén adott interjújában kiemelte, a színpadra lépést pár éves munka előzte meg, mi alatt kialakult a zenekar felállása, hangszerelése, valamint megalakultak az első dalok is. Elmondása szerint "rádióbarát" blues-rock zenét alkottak meg, mely egy power-trióban ötvözi a gitárszólókat, a szájharmonikát és az energikus dobot.
A zenekar 2016 elején került a köztudatba, amikor a Kowalsky meg a Vega előzenekaraként 10 helyszínen turnéztak országszerte.
2017-ben megjelent első nagylemezük A végtelenbe és még tovább címmel, majd 2019-ben a második stúdióalbum, a Takács Zoltán producerrel, a SuperSize Recording stúdióban rögzített Rocksztárok bűne. A nyolc dalt tartalmazó lemez kiadója a Music Fashion Art & Management.
2022 őszén a zenekarban Géczy Viktor gitárost Bűdi László váltotta.
2023. július 9-én a zenekar közös koncertet tartott Hoboval a Rock Café Gardenben Hajdúszoboszlón, ahol Bálint Csaba (Szókimondó magazin) koncertbeszámolója alapján Jazztelen-, Hobo Blues Band- és Hobo-dalok egyaránt elhangzottak.
2023. október 13-án megjelent a zenekar harmadik nagylemeze, az Itthon Otthon. A lemezbemutató koncertet november 24-én, a Muzikum klubban tartják majd, Budapesten. A lemez előmunkálata még Géczy Viktor gitárossal indult, aki három dalban szerzőként és gitárosként szerepel.

## Zenei stílus és hatás
A Jazztelen zenéjére nagy hatással voltak a 80-as évek magyar rock-blues ikonjai (pl. Hobo Blues Band) de az időszak nemzetközi előadói (Led Zeppelin, The Rolling Stones, Deep Purple, Jimi Hendrix) mellett az újkori nagyok (The Winery Dogs) is.

## Tagjai
Jelenlegi tagok

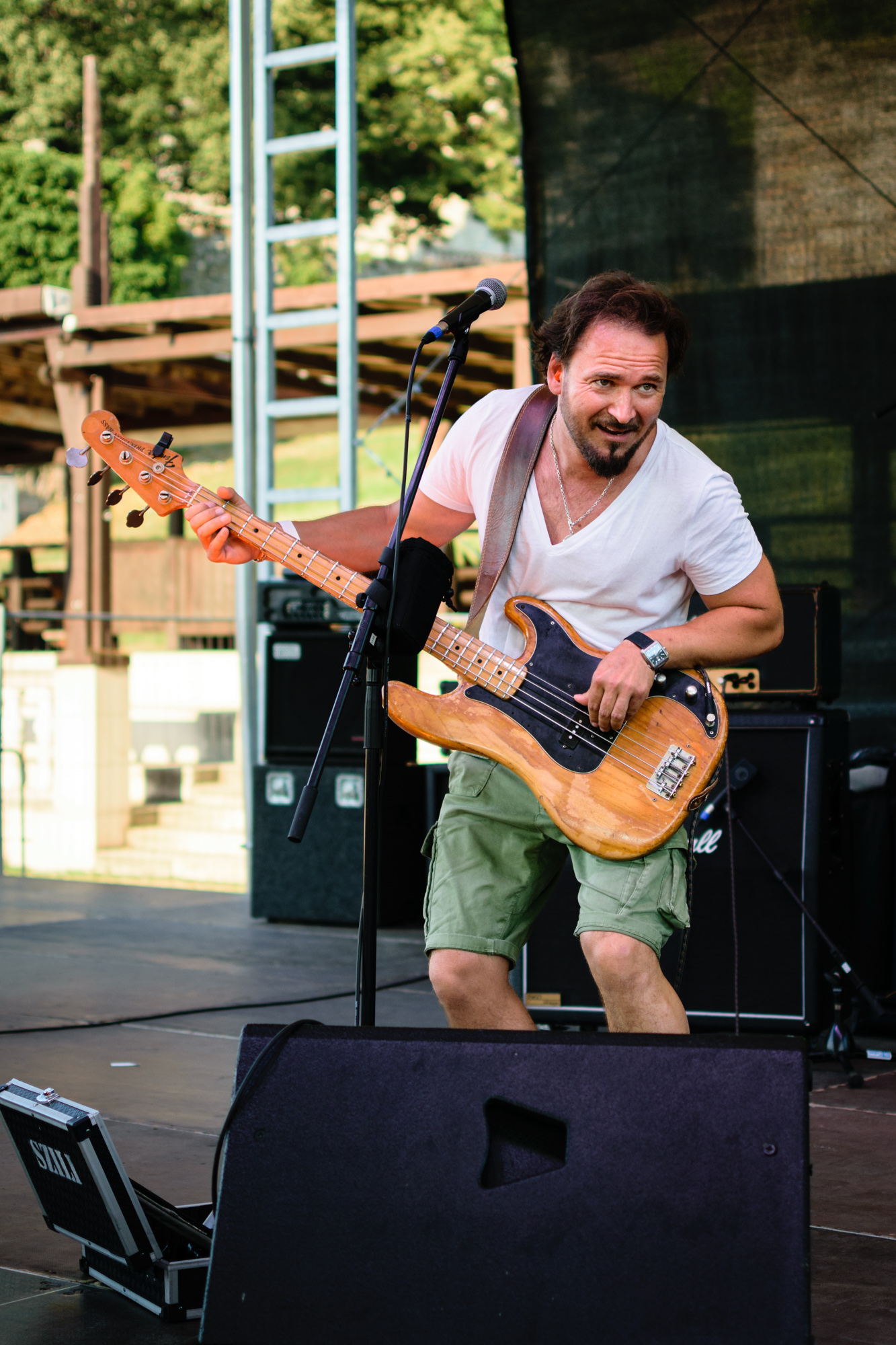
A zenekar énekese, basszusgitárosa, Bűdi Szilárd a Visegrock fesztiválon, 2023 nyarán

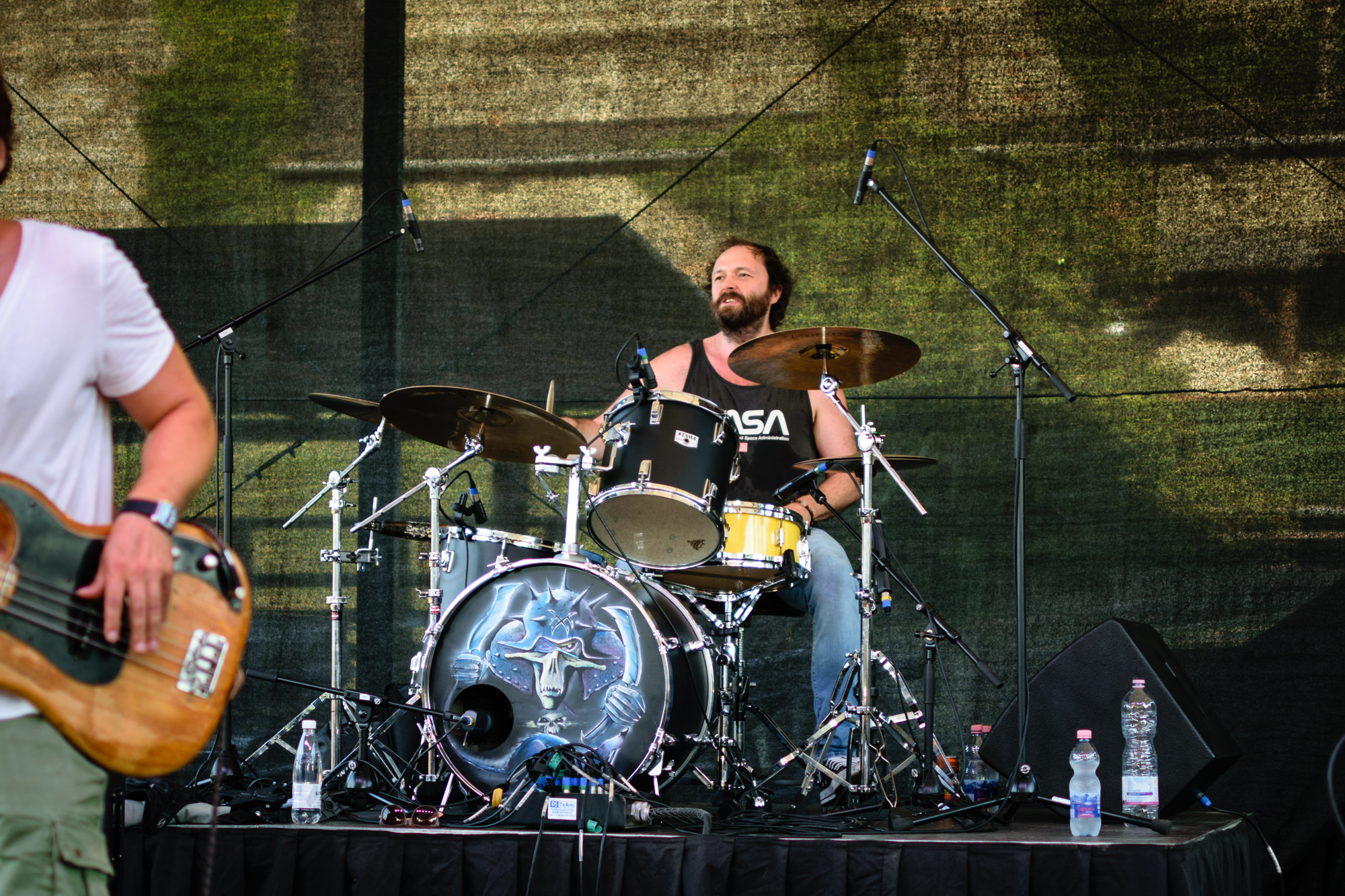
Kottler Ákos dobos a Visegrock fesztiválon, 2023 nyarán

- Bűdi Szilárd – ének, basszusgitár, szájharmonika (2013–napjainkig)
- Kottler Ákos – dob (2013–napjainkig)
- Bűdi László – gitár (2022–napjainkig)

Korábbi tagok
- Géczy Viktor – gitár (2013–2022)[2]

## Diszkográfia

### Stúdióalbumok
| Év   | Cím                        | Kiadó                          |
| ---- | -------------------------- | ------------------------------ |
| 2017 | A végtelenbe és még tovább | Music Fashion Art & Management |
| 2019 | Rocksztárok bűne           | Music Fashion Art & Management |
| 2023 | Itthon Otthon              | Tom-Tom Records                |